# Urban Dictionary
Urban Dictionary là một từ điển chứa các thành ngữ và tiếng lóng. Tính đến  ngày 2 tháng 3 năm 2013 Urban Dictionary đã chứa khoảng gần 7 triệu định nghĩa. Các đóng góp thường được đóng góp bởi các tình nguyện viên và được người dùng đánh giá. Phóng viên tạp chí Time, Anita Hamilton, đã đưa trang web này vào một trong 50 trang web được yêu thích nhất.